# Tachyoryctes
Tachyoryctes és un gènere de rosegadors de la família dels espalàcids. Les espècies d'aquest grup assoleixen una llargada total d'aproximadament 31 cm i un pes de 330–930 g. Prefereixen les zones humides, com ara els herbassars oberts, les sabanes, els aiguamolls i els camps de conreu. Excaven sistemes de túnels complexos. Els túnels solen estar 15-30 cm per sota de la superfície i poden mesurar fins a 50 m.